# ロス・カルカス
ロス・カルカス (Los Kjarkas) は、ボリビアのフォルクローレグループ。

## 概要
コチャバンバのカピノータでエルモサ兄弟（ウィルソン、カステロ、ゴンサレスの３人）とエドガルビジャロエルが中心となって1971年6月２３日のサンフアンの夜に結成された。1980年代はじめ、"Bolivia"と"Wa Ya Yay"の2曲の大ヒットにより、確固たる人気を得た。コーラスを重視したその演奏スタイルは以降の多くのグループの音楽に影響を与えた。1984年から1991年にかけて5回の来日公演を行い、近年は2009年と2011年、2014年に来日し、日本各地で公演を開催した。
1989年には、1982年のヒット曲"Llorando se fue" (泣きながら) がフランスのグループ「カオマ」に盗作され「ランバダ」の名で世界的に大ヒットする事件が起こった。当初、作曲者名は偽られ、著作権料もまったく支払われなかったが、後にカルカス側が裁判に勝ったことで著作権料が支払われるようになった。
1992年、多くのヒット曲の作曲を手がけた中心メンバーの一人、ウリーセス・エルモサ (Ulises Hermosa) が白血病で死去。さらに、1980年代に中心メンバーだったフェルナンド・トリーコ(Fernando Torrico) (チャランゴ) とEdwin Castellanos(エドウィン・カステジャーノス) (サンポーニャ・ボンボ・ギターなど) がグループを離れて、新たにTUPAY (トゥパイ) というグループを結成した。しかしその後もボリビアを代表するフォルクローレ・グループとして活躍を続けている。

## メンバー
- Gonzalo Hermosa （ギター）
- Lin Angulo Cespedez （ギター）
- Elmer Hermosa （ロンロコ）
- 宍戸誠 （チャランゴ）
- Gaston Guardia （ケーナ、サンポーニャ）
- Gonzalo Hermosa Jr （ギター、ケーナ、サンポーニャ）

## 代表的な曲
- Bolivia ボリビア
- Kutimuy クティムイ
- Wa Ya Yay ワヤヤイ
- Llorando se fue 泣きながら（ランバダ）
- Tiempo al tiempo 時が経てば

## ディスコグラフィー
- 1976: Bolivia
- 1977: Fortaleza Vol. 1
- 1978: Fortaleza Vol. 2
- 1979: Kutimuy
- 1980: Cóndor mallku
- 1981: Canto a la mujer de mi pueblo
- 1981: Desde el alma de mi pueblo
- 1982: En vivo desde Europa
- 1983: Sol de los Andes
- 1984: Pueblos perdidos
- 1985: Los Kjarkas desde Japón
- 1987: El amor y la libertad
- 1988: Chuquiago marka
- 1989: Génesis aymara
- 1989: Sin palabras (Ch'uwa Yacu)
- 1990: Los Andes descubrió su rostro milenario
- 1991: Tecno Kjarkas (recopilatorio en estilo テクノ)
- 1992: El árbol de mi destino
- 1993: Hermanos
- 1994: A los 500 años
- 1995: Quiquin... Pacha (Por un mundo nuevo)
- 1996: Sentimiento Andino
- 1997: Por siempre (recopilatorio)
- 1998: Al carnaval
- 1998: El líder de los humildes
- 1999: El concierto del siglo (vídeo concierto)
- 2000: Kaluyos y pasacalles
- 2001: 30 años solo se vive una vez (recopilatorio)
- 2001: Lección de vida
- 2001: Navidad en los Andes (Villancicos folklóricos)
- 2002: Que no muera la tradición Vols. 4 y 5
- 2004: Más allá (DVD concierto)
- 2006: 35 años (DVD de videoclips)
- 2010: 2010-12 40 años y más (incluido un documental)
- 2012: 40 años después